# Houssen
Houssen (Duits: Hausen) is een gemeente in het Franse departement Haut-Rhin in de regio Grand Est en telde op 1 januari 2022 2.358 inwoners.

## Geschiedenis
Houssen maakte deel uit van het arrondissement Colmar tot dit op op 1 januari 2015 fuseerde met het arrondissement Ribeauvillé tot het arrondissement Colmar-Ribeauvillé.
De gemeente maakte deel uit van het kanton Andolsheim tot dit op 22 maart 2015 werd opgeheven en Houssen werd opgenomen in het op die gevormde kanton Colmar-2.

## Geografie
De oppervlakte van Houssen bedroeg op 1 januari 2022 6,7 vierkante kilometer; de bevolkingsdichtheid was toen 351,9 inwoners per km². 

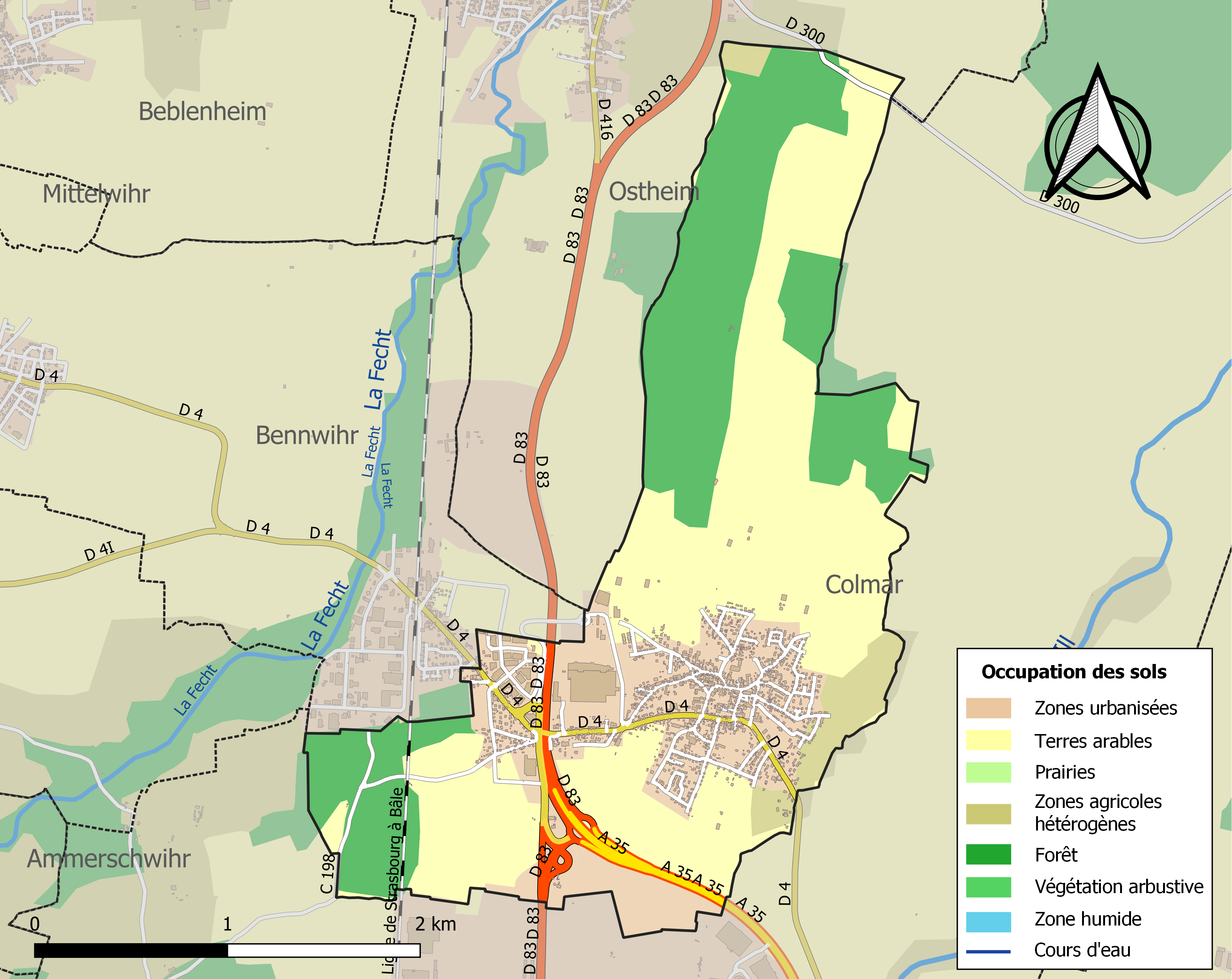
Kaart van de gemeente met de belangrijkste infrastructuur, bodemgebruik en omliggende gemeenten

## Demografie
Onderstaande figuur toont het verloop van het inwonertal (bron: INSEE-tellingen).